# Oxyrrhynchium laevisetum
Oxyrrhynchium laevisetum là một loài Rêu trong họ Brachytheciaceae. Loài này được (Geh.) Ignatov & Huttunen mô tả khoa học đầu tiên năm 2002.